# Monika Schnitzer
Monika Schnitzer (* 9. September 1961 in Mannheim) ist eine deutsche Wirtschaftswissenschaftlerin und Hochschullehrerin. Seit 1996 ist sie Inhaberin des Lehrstuhls für Komparative Wirtschaftsforschung an der Ludwig-Maximilians-Universität München. Der Schwerpunkt ihrer Forschung und Lehre liegt im Bereich der Wettbewerbspolitik, der Innovationsökonomik und der multinationalen Unternehmen. Von Januar 2015 bis Dezember 2016 war sie Vorsitzende des Vereins für Socialpolitik. 2020 wurde sie in den Sachverständigenrat zur Begutachtung der gesamtwirtschaftlichen Entwicklung berufen und hat seit Oktober 2022 dessen Vorsitz inne.

## Werdegang, Forschung und Lehre

### Akademische Laufbahn
Schnitzer studierte zwischen 1981 und 1986 Volkswirtschaftslehre an der Universität zu Köln, an der sie anschließend als wissenschaftliche Mitarbeiterin bei Eva Bössmann blieb. Parallel schloss sie bis 1991 ein Doktorandenstudium an der Universität Bonn mit der Arbeit Takeovers and Tacit Collusion im Rahmen des European Doctoral Program (EDP) ab. Dorthin wechselte sie im selben Jahr als wissenschaftliche Mitarbeiterin von Urs Schweizer in der wirtschaftspolitischen Abteilung der Universität. 1995 habilitierte sie sich an der Rechts- und Staatswissenschaftlichen Fakultät der Universität Bonn zum Thema Solutions to the Sovereign Debt Problem: Countertrade and Foreign Direct Investment.

### Professur
Nach einer Lehrstuhlvertretung an der Ludwig-Maximilians-Universität München zwischen November 1995 und Juli 1996 wechselte Schnitzer als ordentliche Professorin nach München. Dort ist sie seitdem Inhaberin des Lehrstuhls für Komparative Wirtschaftsforschung. 1996 erhielt sie den Karl-Arnold-Preis der Nordrhein-Westfälischen Akademie der Wissenschaften. Rufe an die London Business School, die Universität Zürich, die Universität Bonn und als Direktorin des Max-Planck-Instituts in Jena lehnte sie ab, war aber als Gastprofessorin an der Stanford University, der Yale University, der University of California, Berkeley und der Harvard University.

### Forschung und Lehre
Schnitzer publiziert und lehrt aktuell unter anderem zu Themen der Wettbewerbspolitik und Innovationsökonomik. In ihrer aktuellen Forschung verwendet sie Mikrodaten, um beispielsweise die Innovationstätigkeiten von Unternehmen empirisch zu analysieren. Außerdem beschäftigt sie sich mit multinationalen Unternehmen und den Internationalisierungsstrategien von Firmen. Zu Beginn ihrer Karriere setzte sie sich auch mit Themen im Bereich des Außenhandels und der Vertragstheorie auseinander.

### Weitere Mandate und Auszeichnungen
Neben ihrer Tätigkeit als Universitätsdozentin arbeitet Schnitzer in verschiedenen Forschungsinstitutionen und als wissenschaftliche Beraterin. Seit 2001 ist sie Mitglied des Wissenschaftlichen Beirats des Bundesministeriums für Wirtschaft und Energie. Zudem beriet sie die Europäische Kommission im Rahmen der zugehörigen Economic Advisory Group on Competition Policy. Zwischen 2003 und 2007 saß sie im Council der European Economic Association. 2005 trat sie als Unterzeichnerin des Hamburger Appells zur wirtschaftlichen und politischen Lage in Deutschland in Erscheinung. Im selben Jahr erhielt sie den Verdienstorden der Bundesrepublik Deutschland aus den Händen von Bundespräsident Horst Köhler. 2012 erhielt sie auch den Bayerischen Verdienstorden. Seit 2008 ist sie Mitglied der Bayerischen Akademie der Wissenschaften sowie Fellow der European Economic Association und seit 2016 Mitglied der Academia Europaea. Als stellvertretende Vorsitzende der Expertenkommission Forschung und Innovation beriet Schnitzer von 2011 bis 2019 die deutsche Bundesregierung. Außerdem war sie von 2014 bis 2015 Mitglied der Expertenkommission Stärkung von Investitionen in Deutschland und von 2018 bis 2019 Mitglied der Kommission Wettbewerbsrecht 4.0 des Bundesministeriums für Wirtschaft und Energie. Von 2015 bis 2016 war sie Vorsitzende des Vereins für Socialpolitik. Im Jahr 2022 wurde ihr für ihre Verdienste in Forschung, Lehre und Politikberatung von der Christian-Albrechts-Universität zu Kiel die Ehrendoktorwürde verliehen. Schnitzer erhielt 2022 den Gustav-Stolper-Preis des Vereins für Socialpolitik sowie die Europa-Medaille des Freistaats Bayern. Im Jahr 2022 wurde Monika Schnitzer als Mitglied der Sektion Ökonomik und Empirische Sozialwissenschaften in die Nationale Akademie der Wissenschaften Leopoldina aufgenommen. 2025 erhielt sie den Weltwirtschaftlichen Preis.

## Ämter
2020 wurde Schnitzer zusammen mit Veronika Grimm als sogenannte Wirtschaftsweise in den Sachverständigenrat zur Begutachtung der gesamtwirtschaftlichen Entwicklung berufen. Im Oktober 2022 wurde Schnitzer als erste Frau zur Vorsitzenden des Sachverständigenrates gewählt.

## Positionen
Ihre fachlichen Positionen innerhalb des Sachverständigenrates, wo sie sich insbesondere dem Thema Wettbewerb widmet, werden von der Wirtschaftsjournalistin Maja Brankovic so beschrieben: „Sie hält überhaupt nichts von staatlicher Industriepolitik – und noch weniger von traditionellen Rollenbildern.“ Sie plädiert für das Ende des Ehegattensplittings. Schnitzer unterstützt eine Erhöhung des Rentenalters auf 70 Jahre, darum werde man „nicht umhinkommen“. Sie sprach sich im Juli 2023 für 1,5 Mio. jährliche Zuwanderer nach Deutschland aus, um den Fachkräftemangel zu decken, und befürwortete die Abschaffung der Witwenrente und deren Ersatz durch ein Rentensplitting für Ehepaare.
Im Mai 2024 rief Schnitzer zu einem „parteiübergreifenden Konsens über eine Reform der Rente“ auf. Dabei lehnt sie die Rente mit 63 ab. Außerdem plädiert sie dafür, die „abschlagsfreie Rente für Geringverdiener“ vorzubehalten.
Ebenfalls im Mai 2024 forderte Schnitzer, die Rente an die Inflation und nicht an die Löhne zu koppeln.
Im Dezember 2024 warnte sie vor einer Großen Koalition aus CDU und SPD. Diese würde einen Reformstillstand und weiteren Wohlstandsverlust bedeuten. Besonders wichtig sei eine Reform der Schuldenbremse, die so zu gestalten sei, „dass das zusätzliche Geld ausschließlich für zukunftsorientierte Investitionen - Verteidigung, Infrastruktur, Bildung - ausgegeben wird.“
Im April 2025 gehörte Schnitzer zu einer Gruppe führender Wissenschaftlerinnen und Wissenschaftler aus Deutschland, die ein Aufnahmeprogramm namens Meitner-Einstein-Programm für US-Forscher vorgeschlagen haben. Unter dem Motto „Hundert kluge Köpfe für Deutschland“ solle ein Anwerbeprogramm Spitzenpersonal anlocken und so den Wissenschaftsstandort und die Innovationskraft in Deutschland stärken. Das Programm ist benannt nach Lise Meitner und Albert Einstein, die in den 1930er Jahren selbst vor Repression fliehen mussten.
Schnitzer plädiert für die Abschaffung eines Feiertages um „das Arbeitsangebot der Menschen zu steigern“. Sie sagt dazu: „Die Streichung eines Feiertages fände ich als Symbol genau richtig“.

## Privates
Schnitzer ist mit Klaus M. Schmidt verheiratet und hat drei Töchter.